# Asia Times
Asia Times foi um jornal tailandês que circulou entre 1995 e 1997, quando fechou devido à crise financeira asiática. Anos depois, antigos jornalistas do Asia Times criaram o Asia Times Online, que é um dos sites de notícias mais populares do continente.